# Sphaerosepalaceae
Sphaerosepalaceae es una familia de plantas que contiene 14 especies de árboles y arbustos distribuidos en dos géneros, Dialyceras y Rhopalocarpus, los cuales son endémicos de Madagascar. Es conocida alternativamente como Rhopalocarpaceae.

## Géneros
- Dialyceras Capuron
- Rhopalocarpus Bojer

(sin. Sphaerosepalum) Baker